# Тапакуло захмарний
Тапакуло захмарний (Scytalopus simonsi) — вид горобцеподібних птахів родини галітових (Rhinocryptidae).

## Назва
Вид названо на честь американського наукового колекціонера Перрі Саймонса (1869—1901).

## Поширення
Вид поширений на східному схилі Анд на висоті від 2900 до 4300 м від Кордильєра-де-Вільканота в департаменті Куско в Перу на південний схід до департаменту Кочабамба в Болівії. Мешкає в ельфійському лісі біля лінії дерев. Його також можна зустріти в лісах Polylepis.